# Emilio Flores Márquez
Emilio Flores Márquez (ur. 8 sierpnia 1908 w Carolinie, Portoryko, zm. 12 sierpnia 2021 w Rio Piedras) – portorykański superstulatek. Od śmierci Brytyjczyka Roberta Weightona 28 maja 2020 najstarszy żyjący mężczyzna na świecie.

## Życiorys
Urodził się 8 sierpnia 1908 w Carolinie. Był drugim dzieckiem Alberta Floresa i Margity Márquez. Uczęszczał do szkoły jedynie przez trzy lata, po czym musiał ją porzucić, by pomagać ojcu na farmie trzciny cukrowej. Jako drugi z jedenaściorga dzieci musiał wykonywać wiele prac domowych oraz opiekować się młodszym rodzeństwem. W 1935 roku ożenił się z Andreą Pérez De Flores (1918- 2010), z którą miał czworo dzieci. Byli parą przez 75 lat. Jego siostra Joaquina Flores Marquez (1916–2018) żyła 101 lat, a brat Miguel Flores Marquez (1920–2017) 96 lat.
W 2013 żyło jedynie dwoje jego dzieci. W wieku 104 lat jego jedynym problemem był słaby słuch.
14 maja 2021 w wieku 112 lat i 280 dni został oficjalnie uznany przez Księgę rekordów Guinnessa za najstarszego żyjącego mężczyznę świata o zweryfikowanej dacie urodzenia (tytuł ten po śmierci Weightona niesłuszne - jak się później okazało - posiadał Rumun Dumitru Comanescu, który był kilka miesięcymłodszy od rzeczywistego rekordzisty). 8 sierpnia 2021 osiągnął wiek 113 lat, będąc 20 najstarszym mężczyzną w historii. Zmarł 12 sierpnia 2021 w wieku 113 lat i 4 dni.